# موشک هشداردهنده
موشک هشداردهنده (عبری: הקש בגג‎، عربی: صاروخ تحذيري، انگلیسی: Roof knocking) که بنام «ناقوس» یا ضربه به بام شناخته می‌شود، شیوه هشدار از حمله موشکی نظامی است که وزارت دفاع اسرائیل برای هشدار به ساکنان ساختمان‌ها؛ قبل از موشک باران استفاده می‌کرد تا فرصت کافی برای پناه گرفتن داشته باشند. اسرائیل از این شیوه برای اولین بار در سال ۲۰۰۶ استفاده کرد و در سال‌های ۲۰۰۸ و ۲۰۰۹ و در سال ۲۰۱۴ نیز آن را در جنگ علیه غزه به صورت گسترده مورد استفاده قرار داد. در این روش برای اخطار به ساکنان یک ساختمان، ابتدا به وسیلهٔ راکت کوچکی، انفجار کوچکی در بام خانه ایجاد می‌کنند تا ساکنان ساختمان متوجه هدف قرار گرفتن بشوند و فرصت ترک محل داشته باشند، با گذشتن مدت زمانی، حملهٔ اصلی شروع شده و کل ساختمان نابود می‌شود.